# Le Planeur de Dingo
Pour plus de détails, voir Fiche technique et Distribution.
Le Planeur de Dingo (Goofy's Glider) est un court-métrage d'animation américain des studios Disney américain avec Dingo, sorti le 22 novembre 1940.

## Synopsis
Dingo suit les consignes d'un manuel pour apprendre à voler sur un planeur.

## Fiche technique
- Titre original : Goofy's Glider
- Titre français : Le Planeur de Dingo
- Série : Dingo
- Réalisation : Jack Kinney assisté de Lou Debney
- Scénario : Jack Kinney, Ralph Wright
- Animation : Art Babbitt, George De Beeson, Frank Onaitis, Wolfgang Reitherman, Leo Thiele
- Effets d'animation : Jack Boyd, Andy Engman, Jack Huber, Ed Parks, Reuben Timmins
- Musique : Charles Wolcott
- Production : Walt Disney
- Société de production : Walt Disney Productions
- Société de distribution : RKO Radio Pictures et Buena Vista Distribution
- Format : Couleur (Technicolor) - 35 mm - 1,37:1 - Son mono (RCA Sound System)
- Durée : 8 min
- Langue : Anglais
- Pays :  États-Unis
- Dates de  sortie : États-Unis : 22 novembre 1940[1]

## Voix originales
- John McLeish : le narrateur
- George Johnson : Dingo

## Voix françaises
- Hervé Jolly : le narrateur
- Gérard Rinaldi : Dingo

## Commentaires
Le film préfigure la sous-série des Comment... (How to...). Le scénario est construit sur la contradiction entre le discours docte et assuré du narrateur John McLeish et sa mise en application loufoque par Dingo.

## Titre en  différentes langues
D'après IMDb
- Argentine : El planeador de Goofy
- Brésil : O planador do Pateta
- Suède : Jan Långben som segelflygare

## Sorties DVD
- Les Trésors de Walt Disney : L'Intégrale de Dingo (1939-1961).